# Eleotris oxycephala
Eleotris oxycephala е вид бодлоперка от семейство Eleotridae. Видът не е застрашен от изчезване.

## Разпространение и местообитание
Разпространен е във Виетнам, Китай (Гуандун и Хайнан), Провинции в КНР, Северна Корея, Тайван, Хонконг, Южна Корея и Япония.
Обитава крайбрежията на сладководни и полусолени басейни и морета.

## Описание
На дължина достигат до 15 cm.